# Thongloun Sisoulith

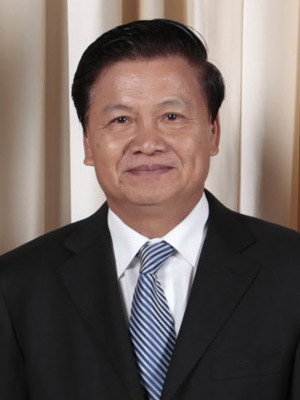
Thongloun Sisoulith (2009)

Thongloun Sisoulith (laotisch ທອງລຸນ ສີສຸລິດ; * 10. November 1945 in der Provinz Houaphan, Laos) ist ein laotischer Politiker und gegenwärtiger Generalsekretär des Zentralkomitees der LRVP, sowie Staatspräsident von Laos.

## Leben und Wirken
Sisoulith absolvierte zunächst von 1962 bis 1969 ein Studium am College für Pädagogik der Laotischen Patriotischen Front (Neo Lao Hak Sat) in der Provinz Houaphan. Noch während des Studiums war er von 1967 bis 1969 Mitarbeiter der Unterrichtsabteilung der Patriotischen Front. 
Nach Beendigung des Studiums war er während des Vietnamkrieges bis 1973 Mitarbeiter an der Vertretung der Patriotischen Front in der Sozialistischen Republik Vietnam in Hanoi. Im Anschluss studierte er von 1973 bis 1978 am Pädagogischen Institut von Leningrad und erwarb dort einen Master in Sprach- und Literaturwissenschaften. Nach seiner Rückkehr nach Laos war er zunächst ein Jahr Instrukteur an der Universität von Vientiane, einer Vorläuferin der heutigen Nationaluniversität Laos. Danach folgte von 1979 bis 1981 eine Verwendung als Sekretär und Leiter der Abteilung für Auswärtige Beziehungen im Unterrichtsministerium. 
In der Folgezeit studierte er an der Akademie für Sozialwissenschaften in Moskau und promovierte dort 1984 zum Doktor der Philosophie (Ph.D.) in Geschichte. Nach seiner erneuten Rückkehr nach Laos war er von 1985 bis 1986 zunächst Direktor der Abteilung für öffentliche Forschung im Büro des Ministerrates und danach von 1987 bis 1992 Vizeminister für Auswärtige Angelegenheiten.
1993 wurde er als Minister für Arbeit und soziale Wohlfahrt in das Kabinett von Khamtay Siphandone berufen und gehörte dem Ministerrat bis 1997 an. 1998 wurde er zum Mitglied der Nationalversammlung gewählt und vertrat in dieser bis 2003 die Laotische Revolutionäre Volkspartei (LRVP).
Unter Siphandones Nachfolger als Vorsitzender des Ministerrates Boungnang Vorachith wurde er am 27. März 2001 zum Stellvertretenden Ministerpräsidenten ernannt. Zugleich wurde er Vorsitzender des Komitees für Planung und Kooperation, des Komitees für Investitionen und Kooperation sowie des Nationalen Komitees für Energie. Ebenfalls 2001 wurde er Mitglied des Politbüros der LRVP und damit des engsten Führungskreises der Partei.
Nach dem Amtsantritt von Bouasone Bouphavanh als Ministerpräsident wurde er am 8. Juni 2006 im Rahmen der Neubildung der Regierung Minister für Auswärtige Angelegenheiten. Zugleich wurde er als Stellvertretender Ministerpräsident sowie als Mitglied des Politbüros der LRVP bestätigt.
Am 20. April 2016 wurde er durch die Nationalversammlung zum Premierminister von Laos gewählt.
2019 besuchte er als erster laotischer Premierminister überhaupt Deutschland.
Auf dem XI. Parteitag der LRVP vom 13. bis 15. Januar 2021 wurde er zum neuen Generalsekretär des Zentralkomitees und damit zum Parteichef gewählt. Am 22. März 2021 folgte er Boungnang Vorachith auch als Staatspräsident von Laos nach.

## Reden
- STATEMENT at the High-level Meeting on the Mid-term Comprehensive Global Review of the Implementation of the Programme of Action for the Least Developed Countries for the Decade 2001–2010 (New York, 18th September 2006)
- Statement at the general debate of the 61st Session of the UN General Assembly New York, 25 September 2006
- Remarks at the ACMECS Ministerial Meeting May 04,2007, Mandalay, the Union of Myanmar (PDF-Datei; 172 kB)
- 64. Generalversammlung der Vereinten Nationen 2009